# 旅順師範学校
旅順師範学校 （りょじゅんしはんがっこう） は1936年 （昭和11年） に、日本の支配下にあった関東州旅順に設立された師範学校である。

## 概要
- 関東州・満州における指導的教員を育成する目的で、旅順女子師範学校と同時に設立された。
- 中学校卒業者を対象とする2年制の学校として発足した （のちに専攻科を設置）。
- 1943年に旅順女子師範学校と統合し、旧制専門学校相当 （本科3年制） となった。
- 1945年、日本の第二次世界大戦敗戦により閉校となった。

## 沿革
- 1936年5月： 旅順師範学校設置 （5月29日勅令第73号 関東師範学校官制）。
  - 旅順女子師範学校も同時に設置。
  - 新市街山の手 （大正公園西側） の旧ロシア洋館数軒を改装、生徒寮とする。
- 1936年6月20日： 仮校舎 （旅順高等公学校） で第1回入学式挙行。
  - 本科2年制 （内地の師範学校の本科第二部に相当）。
- 1937年4月： 旅順第二小学校校舎に移転、同校を附属小学校とする。
  - 同月、生徒寮を 「塾」 と改称・増設。小規模寮数棟と教員宿舎を大正公園 （のちに関東神宮が鎮座） 西側に配置し、"師範村" を形成した。
- 1937年9月： 本校舎 （旧関東州庁庁舎） に移転。
  - 1階を附属小学校、2階を師範学校とする。
- 1938年3月： 第1回卒業 （72名）。
- 1938年4月： 専攻科を設置 （1年制）。
- 1938年9月： 同窓会 「志道会」 発会。
- 1943年4月： 旧制専門学校相当 （本科3年制） となる （3月31日勅令第302号 関東局諸学校官制）。
  - 旅順女子師範学校を併合して女子部 （2年制で発足） とする。
- 1945年8月上旬： 男子部教職員・生徒、満州防衛軍として即日入隊。
- 1945年8月15日： 日本敗戦。
- 1945年8月28日か?： 校舎がソ連軍に占拠される。
- 1945年9月： 男子部生徒、大連へ移動。旅順師範学校・同附属国民学校、閉校。
  - 第8回卒業 （8月22日付）・第9回卒業 （11月3日付）。最後の卒業証書は1946年4月、大連で配られた。

## 歴代校長
- 校長： 板倉操平 （1936年5月 - 1941年4月）
  - 前・静岡県浜松師範学校校長。岩手県師範学校校長に転じた。
- 校長： 田口福司朗 （1941年4月 - 1943年3月）
- 校長： 丹直能 （1943年4月1日[1] - 1945年9月?）

## 校地の変遷と継承
旅順師範学校男子部
1936年の創立時は旅順新市街 沿岸部にあった旅順高等公学校校舎を仮校舎とした。翌1937年4月、旅順第二小学校校舎 （のちの旅順高等学校仮校舎） に移転し、同校を附属小学校とした。1937年9月、沿岸部にあった旧関東州庁舎 （本校舎） に移転し、1945年8月にソビエト軍に占拠されるまで使用した。
旅順師範学校女子部

## 著名な出身者
安則盛三（神風特別攻撃隊第七昭和隊）

## 関連書籍
- 『旅順師範学校』　旅順師範学校同窓会志道会、1978年8月。